# Friuli-Venezia Giulia
Friuli-Venezia Giulia er en autonom italiensk region i det nordøstligste hjørne af landet. Regionen grænser op til Østrig og Slovenien. Den har et areal på 7.856 km² og har 1.183.764 indbyggere (2001). Friuli-Venezia Giulias hovedstad hedder Trieste. 
Regionen er meget bjergrig. Den vigtigste landbrugsafgrøde er vin.
De største byer er: Trieste, Udine, Gorizia, Pordenone.
Friuli-Venezia Giulia blev først dannet efter 2. verdenskrig, hvor den hidtidige grænse til Jugoslavien blev flyttet mod vest.
Navnet Friuli-Venezia Giulia er et dobbeltnavn sammensat af Friuli, størstedelen af regionen og Venezia Giulia, området omkring Trieste. Betegnelsen Venezia Giulia skal forstås som "Julisk Venedig" og er opfundet for at understrege Trieste-områdets tilknytning til Italien på et tidspunkt hvor området stadig hørte til Østrig. Navnet kan umiddelbart virke forvirrende da Venedig ikke ligger i Friuli-Venezia Giulia men i Veneto. Imidlertid skal navnet forstås på den måde at regionen er en af de tre venetianske regioner. De to andre er Venezia Tridentina (nuværende Trentino-Alto Adige) og Venezia Euganea (nuværende Veneto og Friuli). Venezia Giulia omfattede tidligere også halvøen Istrien og de dele af Italien der nu hører under Slovenien.

## Ekstern henvisning
- Officiel hjemmeside for den selvstyrende region Friuli-Venezia Giulia Arkiveret 10. juli 2007 hos  Wayback Machine

46°06′N 13°07′Ø / 46.1°N 13.12°Ø